# كلمات وظيفية
كلمات وظيفية تنسب إلى الكلمات ذات الوظيفة النحوية كحروف الجر وحروف العطف وحروف الشرط و حروف الإستفهام. الكلمات الوظيفية تدعى أيضا كلمات خاوية لأنها فقيرة في معناها. عند صياغة جملة, يلعب دور الكلمات و توظيفها دورا أساسيا في المعنى الكلي للجملة.